# Уайт, Тревор

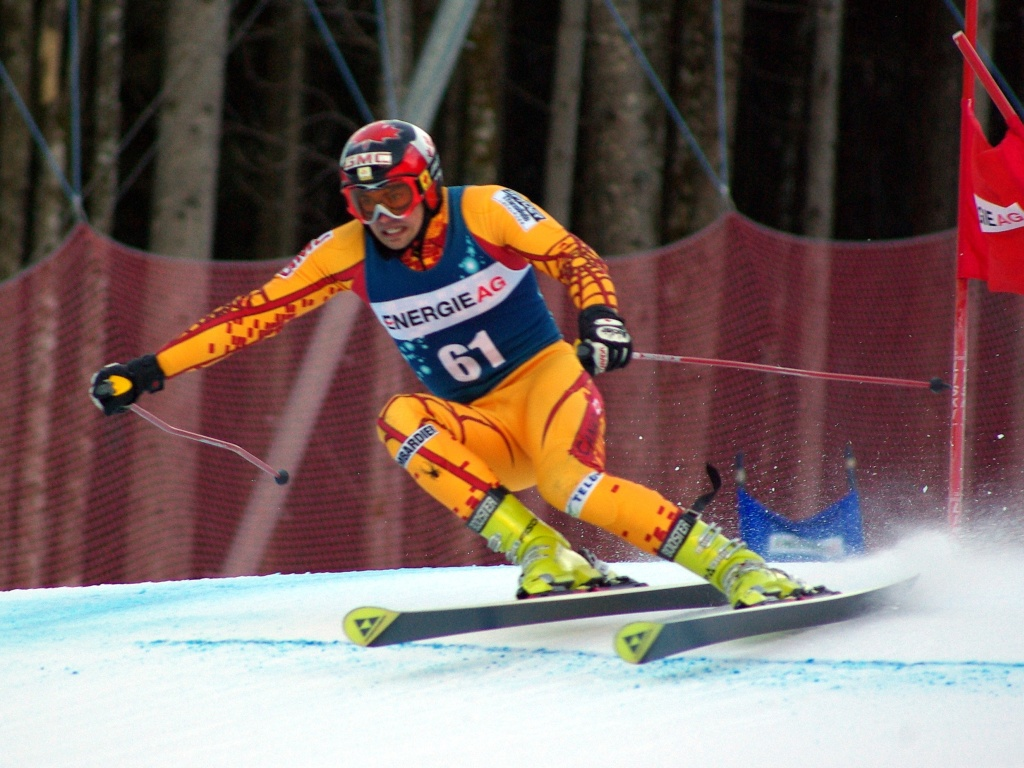
На этапе европейского кубка

Тревор Уайт (род. 27 апреля 1984 года, Калгари, Альберта, Канада) — канадский горнолыжник, участник олимпийских игр 2010 года в Ванкувере.

## Биография
Родители Тревора Уайта являются инструкторами по горным лыжам. Сам он стал кататься с пяти лет в Канадских Скалистых горах, в частности в Фортресс-Маунтин.

## Спортивная карьера
Тревор Уайт принимал участие в чемпионате мира по горным лыжам среди юниоров в 2004 году. Выступал в основном на этапах северо-американского кубка, неоднократно финишируя в пятёрке лучших. В сезоне 2008—2009 года выиграл один из этапов. В том же сезоне он показал лучший результат в карьере став 8-м в слаломе на этапе кубка мира в Кицбюеле. В 2009 году принимал участие в чемпионате мира, но пропустил одни из последних ворот и был дисквалифицирован.
На олимпийских играх Тревор Уайт дебютировал в 2010 году, где стартовал в слаломе и стал 31-м.